# Terence Henricks
Terence Thomas Henricks (Bryan, 5 juli 1952) is een voormalig Amerikaans ruimtevaarder. Henricks zijn eerste ruimtevlucht was STS-44 met de spaceshuttle Atlantis en vond plaats op 24 november 1991. Tijdens de missie werd een satelliet van het Defense Support Program (DSP) in een baan rond de aarde gebracht.
Henricks maakte deel uit van NASA Astronaut Group 11. Deze groep van 13 astronauten begon hun training in juni 1985 en werden in juli 1986 astronaut. In totaal heeft Henricks vier ruimtevluchten op zijn naam staan, waaronder een missie in opdracht van het United States Department of Defense. In 1997 verliet hij NASA en ging hij als astronaut met pensioen. 